# カルナ・セラピューティクス
カルナ・セラピューティクス（英: Karuna Therapeutics Inc.）はアメリカ合衆国マサチューセッツ州ボストンに本社を置く医薬品メーカー。精神神経学領域の医薬品の開発を行っている。2024年3月18日にブリストル・マイヤーズ スクイブの完全子会社になった。

## 概要
精神神経学領域の医薬品の開発を行っており、主力製品のムスカリン受容体作動薬である「KarXT」は統合失調症で第3相臨床試験の段階であり、認知症の適応でも臨床試験が行われている。以前は「カルナ・ファーマスーティカルス」という社名であったが2019年3月に現在の「カルナ・セラピューティクス」という社名に変更した。
2023年12月22日、同じくアメリカのボストンに本社を置く製薬会社である「ブリストル・マイヤーズ スクイブ」がカルナ・セラピューティクスを140億ドル（当時レートで約1兆9900億円）で買収すると発表し、2024年3月18日、同社の完全子会社となった。

### 年表
- 2019年月3日：社名を「カルナ・ファーマスーティカルス」から「カルナ・セラピューティクス」に変更[3]。
- 2021年2月25日：KarXTの第2相臨床試験結果が「ニューイングランド・ジャーナル・オブ・メディシン」に掲載[5]。
- 2023年11月29日：KarXTをFDAに対して承認申請[6]。PDUFA dateは2024年9月26日[6]。
- 2023年12月14日：KarXTの第3相臨床試験結果が「ランセット」に掲載[7]。
- 2023年12月22日：「ブリストル・マイヤーズ スクイブ」がカルナ・セラピューティクスを140億ドル（当時レート：約1兆9900億円）で買収すると発表[4][8]。
- 2024年3月18日：ブリストル・マイヤーズ スクイブによる買収完了、完全子会社になり上場廃止となった[2]。
- 2024年9月26日：Karxtが「Cobenfy」の名称でFDAに承認された[9]。

## 製品・パイプライン
- KarXT：統合失調症、統合失調症（補助療法）、アルツハイマー型認知症
- KAR-2618：TRPC4/5阻害薬。気分障害、不安障害
- KAR-201：ムスカリン受容体標的薬
- KAR-301：ムスカリン受容体標的薬
- KAR-401：ムスカリン受容体標的薬